# Pennabilli
Pennabilli é uma comuna italiana da região de Emília-Romanha, Província de Rimini, com cerca de 2.850 habitantes. Estende-se por uma área de 69 km², tendo uma densidade populacional de 40,83 hab/km². Faz fronteira com Badia Tedalda (AR), Carpegna, Casteldelci, Maiolo, Montecopiolo, Novafeltria, Sant'Agata Feltria, Sestino (AR).
Desde a unificação da Itália, Pennabilli pertenceu a província de Pesaro e Urbino, região das Marcas, até 15 de agosto de 2009 quando foi então anexada  a província de Rimini, região de Emília-Romanha, como resultado de um referendo popular ocorrido nos dias 17 e 18 de dezembro de 2006.

## Demografia
| Variação demográfica do município entre 1861 e 2011                               |
|                                                                                   |
| Fonte: Istituto Nazionale di Statistica (ISTAT) - Elaboração gráfica da Wikipedia |